# Владислав Ф. Рибникар
Владислав Ф. Рибникар (Трстеник, 13. новембар 1871 — Соколска планина, 14. септембар 1914) био је српски новинар и оснивач листа Политика.

## Биографија
Рођен је у породици Рибникар 1871. године у Трстенику као најстарији син др Фрање Рибникара (Словенца) и Милице (рођ. Срнић), Српкиње из Костајнице. Његова два брата били су Слободан и Дарко.
Школовао се у Јагодини и у Београду. Студирао је на историјско-филолошком одсеку Филозофског факултета у Београду од 1888. до 1892. године. После дипломирања наставио је студије у Француској и Немачкој. У Београд се враћа после Мајског преврата, 1903. године. Био је оснивач, 25. јануара 1904. године, дневног листа Политика и његов први уредник.
Као резервни официр војске Краљевине Србије, учествовао је у Балканским ратовима 1912–13, а два пута је рањаван – код Једрена (1912) и код Брегалнице (1913). По избијању Првог светског рата поново је позван у активну службу. Погинуо је у бици на Дрини 1. (14.) септембра 1914. године на врху Соколске планине. Сахрањен је у порти цркве Успења Пресвете Богородице у Пецкој.
Био је ожењен Милицом (рођ. Чолак-Антић) са којом је имао ћерке Даницу и Јованку.
Његов најмлађи брат Дарко (резервни капетан и главни и одговорни уредник Политике) погинуо је дан раније од непријатељске гранате.
У Трстенику се Владиславу у част организују „Рибникареви планинарски дани”.

## Галерија
- Насловна страна Политике поводом погибије Рибникара
- Рибникаров гроб
- Рибникаров гроб